# Werner Haberditzl
Werner Haberditzl (* 16. November 1924 in Berlin-Mariendorf; † 2. Juli 1981 in Berlin) war ein deutscher Chemiker.

## Leben

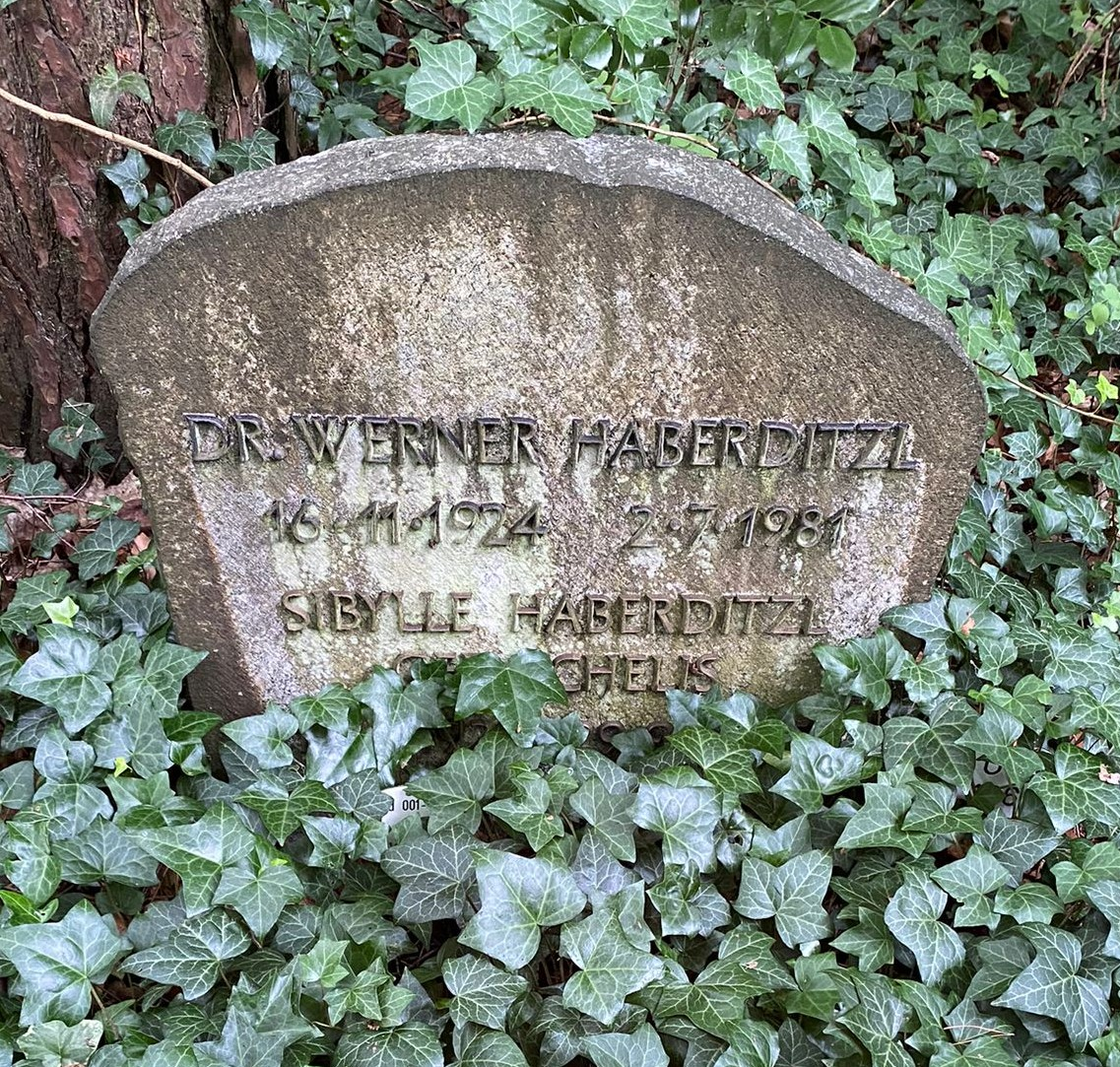
Grabstein auf dem Friedhof Wannsee II

Nach dem 1942 bestandenen Abitur war Werner Haberditzl bis zum Ende des Zweiten Weltkrieges beim Reichsarbeitsdienst und bei der Wehrmacht. Von 1945 bis 1948 war er im Schuldienst tätig.
Er wurde 1946 Mitglied der SED und später der SEW. Von 1946 bis 1954 studierte Haberditzl Chemie in Berlin. Das Studium schloss er mit einer Diplomarbeit am Institut für physikalische Chemie der Humboldt-Universität ab. Er  wurde hier 1953 Assistent und 1957 mit der Arbeit „Über die Bindungsweise des Eisens  in verschiedenen Hämoglobinderivaten“ promoviert. Betreuer der Dissertation war Robert Havemann, mit dem er in der Folgezeit mehrere Arbeiten publizierte. Bereits seit Anfang der 1950er Jahre war Haberditzl in verschiedenen Organisationen aktiv, so im Großberliner Komitee der Kulturschaffenden. 1964 erfolgte die Habilitation. 1965 wurde er ordentlicher Professor für theoretische Chemie an der Humboldt-Universität. 
Haberditzl hatte die österreichische Staatsbürgerschaft und lebte in Westberlin. Mit seinen wissenschaftlichen und organisatorischen Arbeiten trug er wesentlich zur Entwicklung der theoretischen und der Quantenchemie in der DDR bei. Er war ein international anerkannter Forscher auf dem Gebiet der Magnetochemie.
Haberditzl war langjähriges Redaktionsmitglied der populärwissenschaftlichen Zeitschrift Wissenschaft und Fortschritt.
Die Grabstätte Werner Haberditzls befindet sich auf dem Friedhof Wannsee an der Lindenstraße.

## Werke (Auswahl)
- Werner Haberditzl: Magnetochemie. Akademie-Verl., Pergamon Press, Vieweg, Berlin, Oxford, Braunschweig 1968, S. 196.
- Werner Haberditzl: Bausteine der Materie und chemische Bindung. Deutscher Verl. der Wiss., Berlin 1972, S. 255.